# Christiansen-Filter
Ein Christiansen-Filter ist ein optisches Filter, das für eine bestimmte Wellenlänge ein maximales Transmissionsvermögen besitzt.
Der dänische Physiker Christian Christiansen untersuchte Ende des 19. Jahrhunderts den Zusammenhang zwischen Körperoberflächen und deren Wärmeemission. Für Experimente bettete er zerkleinertes Fensterglas in ein Gemisch organischer Flüssigkeiten mit annähernd gleicher Brechungsindex ein. Der Versuch zeigte, dass bei gleichem Brechungsindexverhältnis zwischen den beiden Phasen (Glas – Flüssigkeit) das Glas transparent wird, jedoch Glas und Flüssigkeit eine Färbung aufwiesen. Christiansen erkannte, dass die Dispersion des Lichtes die Ursache dieses irisierenden Effektes ist.
Die Flüssigkeit und das zerkleinerte Glas weisen nur bei einer bestimmten Wellenlänge dasselbe Brechungsverhältnis auf. Diese eine Wellenlänge transmittiert ungehindert die Mischung aus Immersionsflüssigkeit und Glaspulver, die anderen Farben des Spektrums dagegen werden der Wellenoptik gehorchend gebeugt und in verschiedene Raumrichtungen abgelenkt.
Während man bis dahin nur durch z. B. Natriumflammen monochromatisches Licht erzeugen konnte, erkannte Christiansen die Möglichkeiten,  mit Hilfe des nach ihm benannten Christiansen-Filters einfarbiges Licht zu erzeugen, auch außerhalb des sichtbaren Spektrums.
Eine Veränderung der Wellenlänge, welche dieses Dispersionsfilter hindurchlässt, kann durch Konzentrationsänderung der organischen Flüssigkeit, durch Temperaturänderung oder Variation des Druckes erfolgen, welche alle eine Brechungsindexänderung der Flüssigkeit zur Folge haben.